# Питерсберг (тауншип, Миннесота)
Питерсберг (англ. Petersburg) — тауншип в округе Джексон, Миннесота, США. На 2000 год его население составило 269 человек.

## География
По данным Бюро переписи населения США площадь тауншипа составляет 93,6 км², из которых 93,5 км² занимает суша, а 0,1 км² — вода (0,08 %).

## Демография
По данным переписи населения 2000 года здесь находились 269 человек, 103 домохозяйства и 83 семьи.  Плотность населения —  2,9 чел./км².  На территории тауншипа расположено 117 построек со средней плотностью 1,3 построек на один квадратный километр. Расовый состав населения: 99,63 % белых и 0,37 % азиатов.
Из 103 домохозяйств в 29,1 % воспитывались дети до 18 лет, в 76,7 % проживали супружеские пары, в 1,0 % проживали незамужние женщины и в 19,4 % домохозяйств проживали несемейные люди. 13,6 % домохозяйств состояли из одного человека, при том 6,8 % из — одиноких пожилых людей старше 65 лет. Средний размер домохозяйства — 2,61, а семьи — 2,92 человека.
21,6 % населения — младше 18 лет, 4,5 % — в возрасте от 18 до 24 лет, 28,6 % — от 25 до 44, 26,8 % — от 45 до 64, и 18,6 % — старше 65 лет. Средний возраст — 42 года. На каждые 100 женщин приходилось 102,3 мужчин.  На каждые 100 женщин старше 18 приходилось 115,3 мужчин.
Средний годовой доход домохозяйства составлял 44 688 долларов, а средний годовой доход семьи —  48 333 доллара. Средний доход мужчин —  27 250  долларов, в то время как у женщин — 19 219. Доход на душу населения составил 16 799 долларов. За чертой бедности находились 3,6 % семей и 6,4 % всего населения тауншипа, из которых 2,9 % младше 18 лет.